# Тугнуйская впадина
Тугну́йская впа́дина (бур. Түгнын гол, Тугнуйская долина, Тугнуйско-Сухаринская впадина) — впадина на территории Бурятии и Забайкальского края России.
Длина долины составляет около 140 км, от реки Хилок на западе, до окрестностей города Петровск-Забайкальского на востоке. Большая часть впадины располагается в пределах Бурятии, при ширине до 30 км, между хребтом Цаган-Дабан на севере и Заганским хребтом на юге; участок, лежащий в Забайкальском крае, имеет протяжённость всего 18 км при максимальной ширине 16 км.
По долине текут реки Тугнуй и Сухара; первая сливается со второй в 7 км от впадения в Хилок. 
Впадина сложена осадочными угленосными отложениями и базальтоидными формациями верхнеюрского возраста, которые сверху прикрыты кайнозойскими континентальными отложениями незначительной мощности. Заложение впадины относится к мезозою, дальнейшее развитие шло в неоген-четвертичное время.
Абсолютные отметки дна Тугнуйской впадины и урезы воды реки Тугнуй изменяются от 800 до 900 м. Сочленение бортов впадины со склонами окружающих её хребтов сравнительно плавное. Внутри впадины встречаются небольшие поднятия, в рельефе выраженные в виде сопок (гора Мунхан, 930 м). Преобладающие типы ландшафта — луговые равнины и лесостепи, вверх по склонам переходящие в горную тайгу.
Тугнуйско-Сухаринская долина занимает бо́льшую часть Мухоршибирского района Бурятии и является одной из житниц республики с посевами зерновых и обширными пастбищами. По берегам её двух основных рек и их многочисленных притоков расположены все населённые пункты района. В верховьях реки Тугнуй находится одно из крупнейших каменноугольных месторождений в Забайкалье — Саганнурское (Тугнуйское). Центральную и восточную части впадины пересекает федеральная автомагистраль Р258 «Байкал» (М-55).

## Топографические карты
- Лист карты M-48-XII. Масштаб: 1 : 200 000. Указать дату выпуска/состояния местности.
- Лист карты M-49-VII. Масштаб: 1 : 200 000. Указать дату выпуска/состояния местности.
- Лист карты M-49-I Заиграево. Масштаб: 1 : 200 000. Издание 1982 г.